# Ordre composite

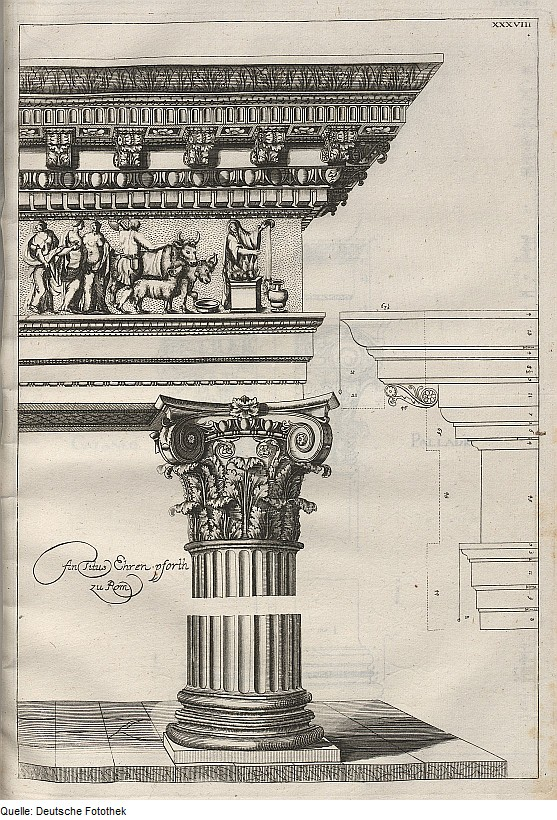

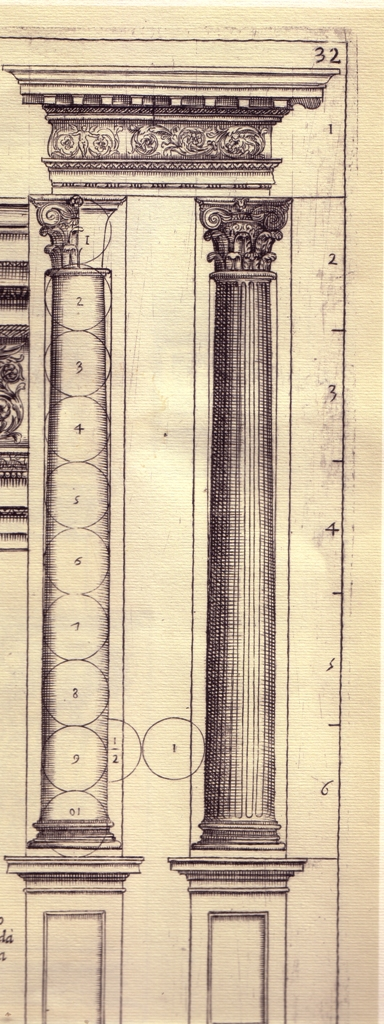
Description d'une colonne composite par Giovan Battista Montano

L'ordre composite est une continuation des trois ordres grecs ordre ionique, ordre dorique, ordre corinthien. Pour simplifier, une combinaison d'une base ionique, d'un fût de colonne dorique, d'un chapiteau ionique (volute) et corinthien (avec feuilles d'acanthe),. 

## Histoire
Cet ordre a été appliqué à un grand nombre d'édifices de la Renaissance, et ses règles ont été posées par des maîtres célèbres comme Baldassarre Peruzzi, Scamozzi, Sebastiano Serlio, Philibert Delorme.
Les architectes du XVIe siècle ont spécialisé cet assemblage de formes qui se trouve initialement  dans l'arc de Titus qu'ils avaient remarqué.
Cependant du changement d'ornement, (motivé par le plaisir ou les besoins de l'allégorie présentée), on passa au changement de la forme essentielle-même, un ordre étant un assemblage modulaire de formes et de proportions.
Les artistes romains n'ont peut-être pas eu la prétention d'appliquer un nouveau système architectonique. En effet, pour la décoration comme pour l'ordonnance, il n'est pas évident que l'ordre composite diffère plus de l'ordre corinthien que les diverses variantes de ce dernier diffèrent ordinairement entre elles.
Son chapiteau comporte des volutes ioniques et une échine taillée en oves qui sont superposées aux ornements du calice corinthien. 
Après avoir vu des dauphins, des tritons, des trophées dans la composition d'un chapiteau corinthien, on vit des volutes ioniques sans motivations de leur apport, sans respect des règles. L'ordre composite peut parfois être considéré comme un système non pur, voire parasite, que des puristes refusent d'ériger en ordre.

## Quelques exemples de l'ordre composite

### Composite romain
- Fontaine de Trajan à Éphèse en Turquie